# Ginevra di Scozia
Ginevra di Scozia (Ginebra d'Escòcia) és un dramma eroico per musica en dos actes amb música de Simon Mayr i llibret en italià de Gaetano Rossi, basat en l'obra dramàtica de Giovanni Pindemonte, representat l'any 1795 en el Teatre Sant Giovanni Grisostomo de Venècia, al seu torn basat en el tema de l'Orlando furioso de Ludovico Ariosto. Es va estrenar el 21 d'abril de 1801 per a la inauguració del Teatro Nuovo (ara Teatre Verdi) de Trieste.